# Ada aurantiaca
Ada aurantiaca är en orkidéart som beskrevs av John Lindley. Ada aurantiaca ingår i släktet Ada och familjen orkidéer. Inga underarter finns listade i Catalogue of Life.

## Bildgalleri

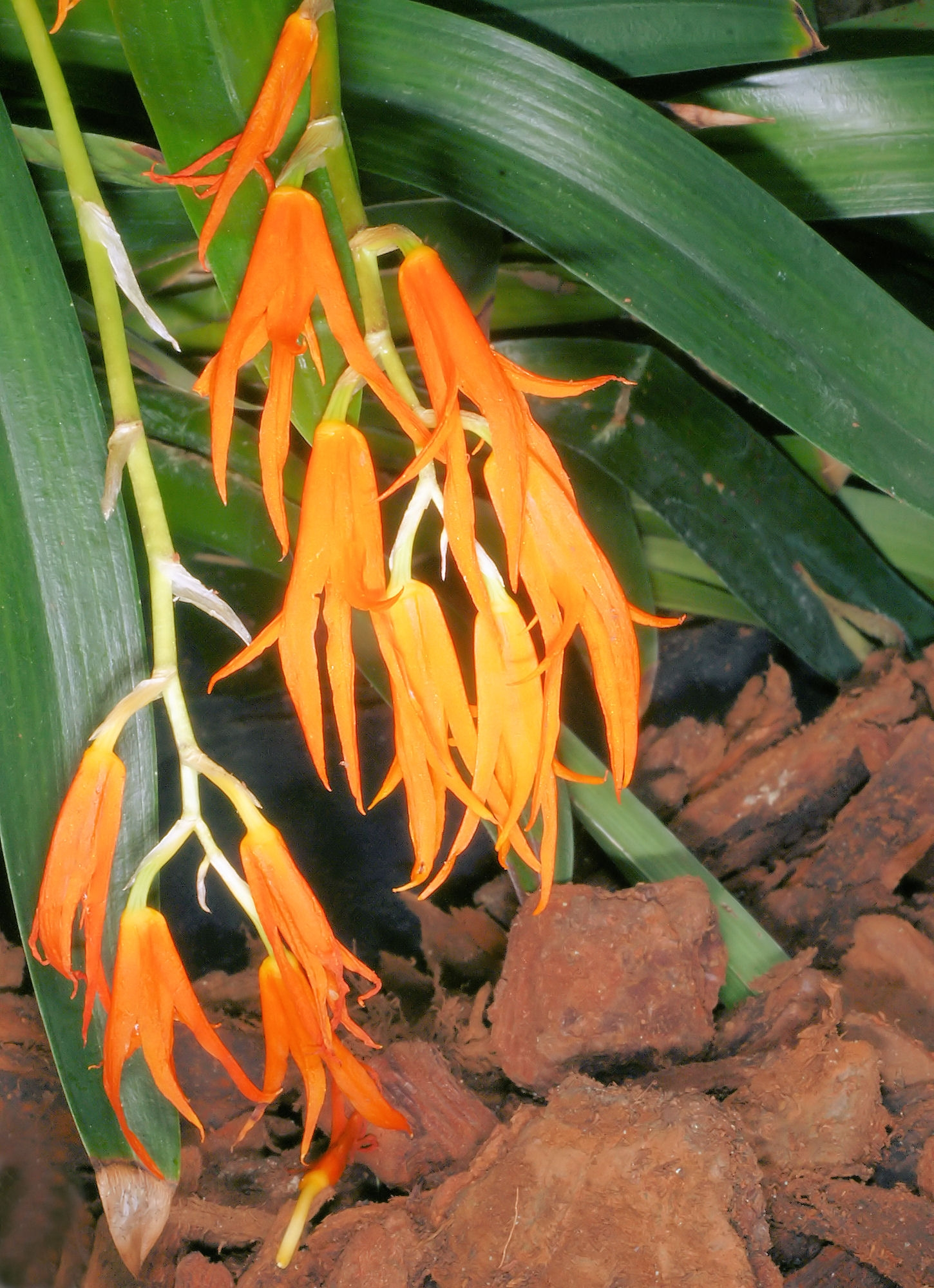
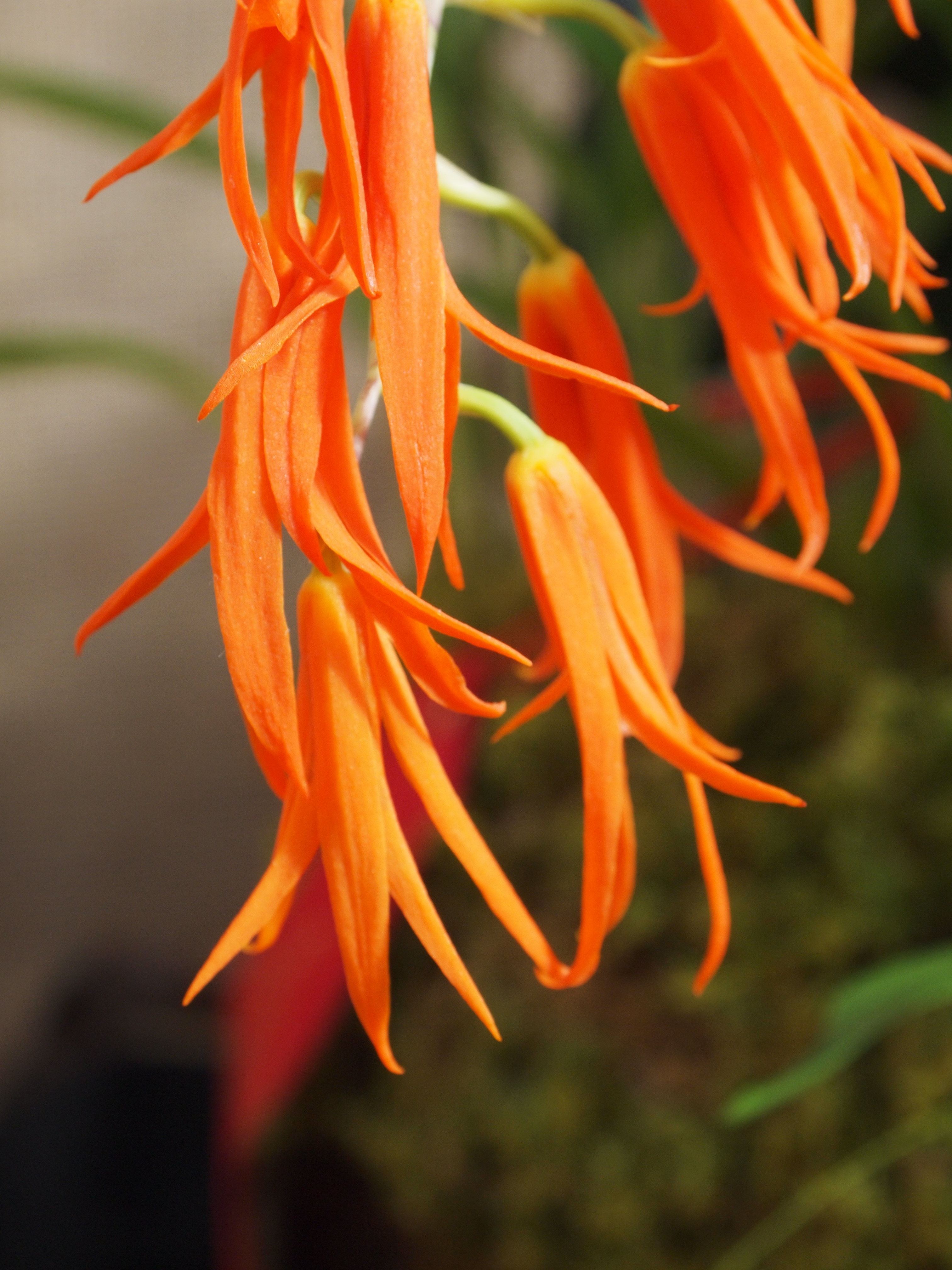
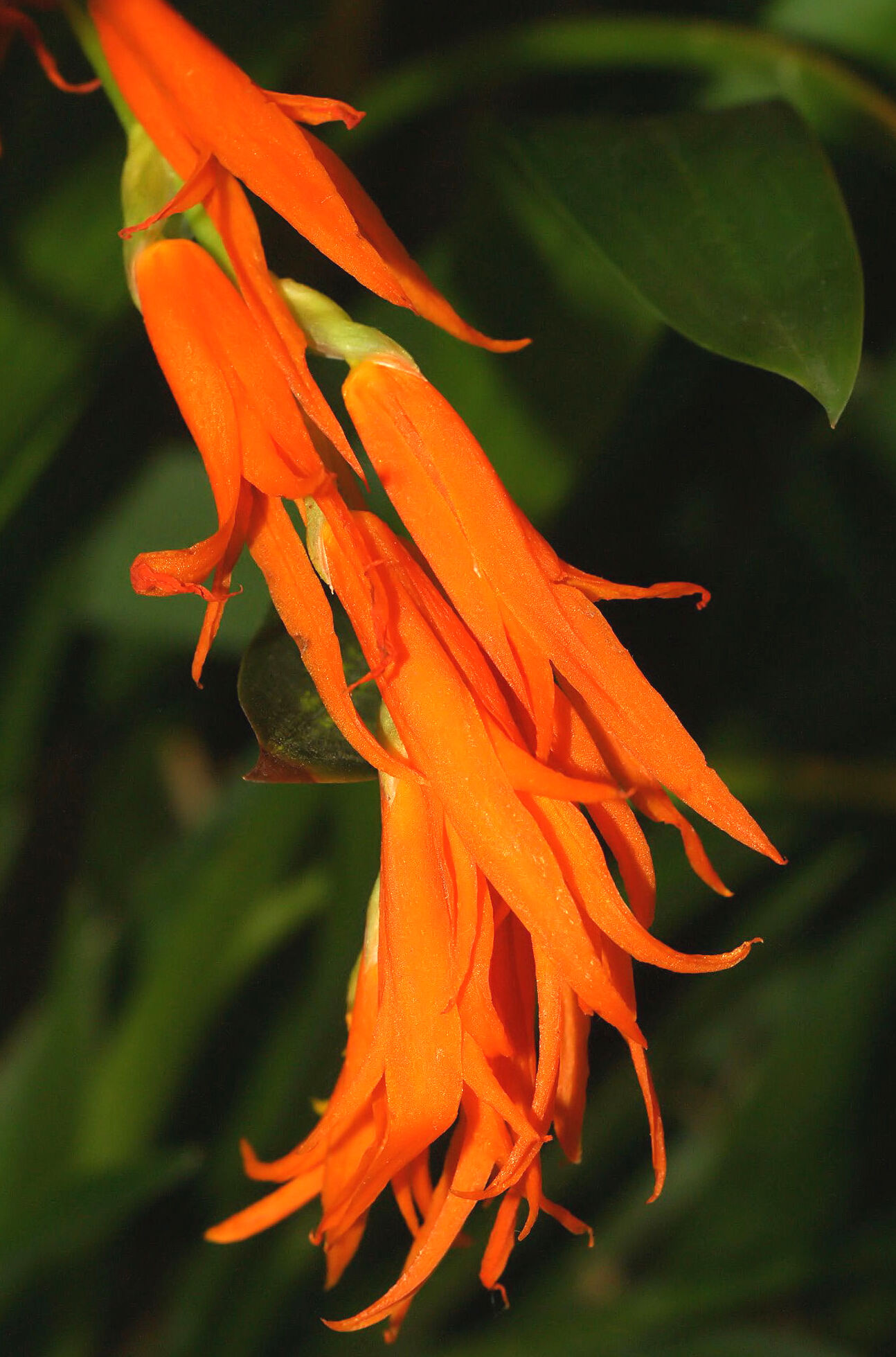
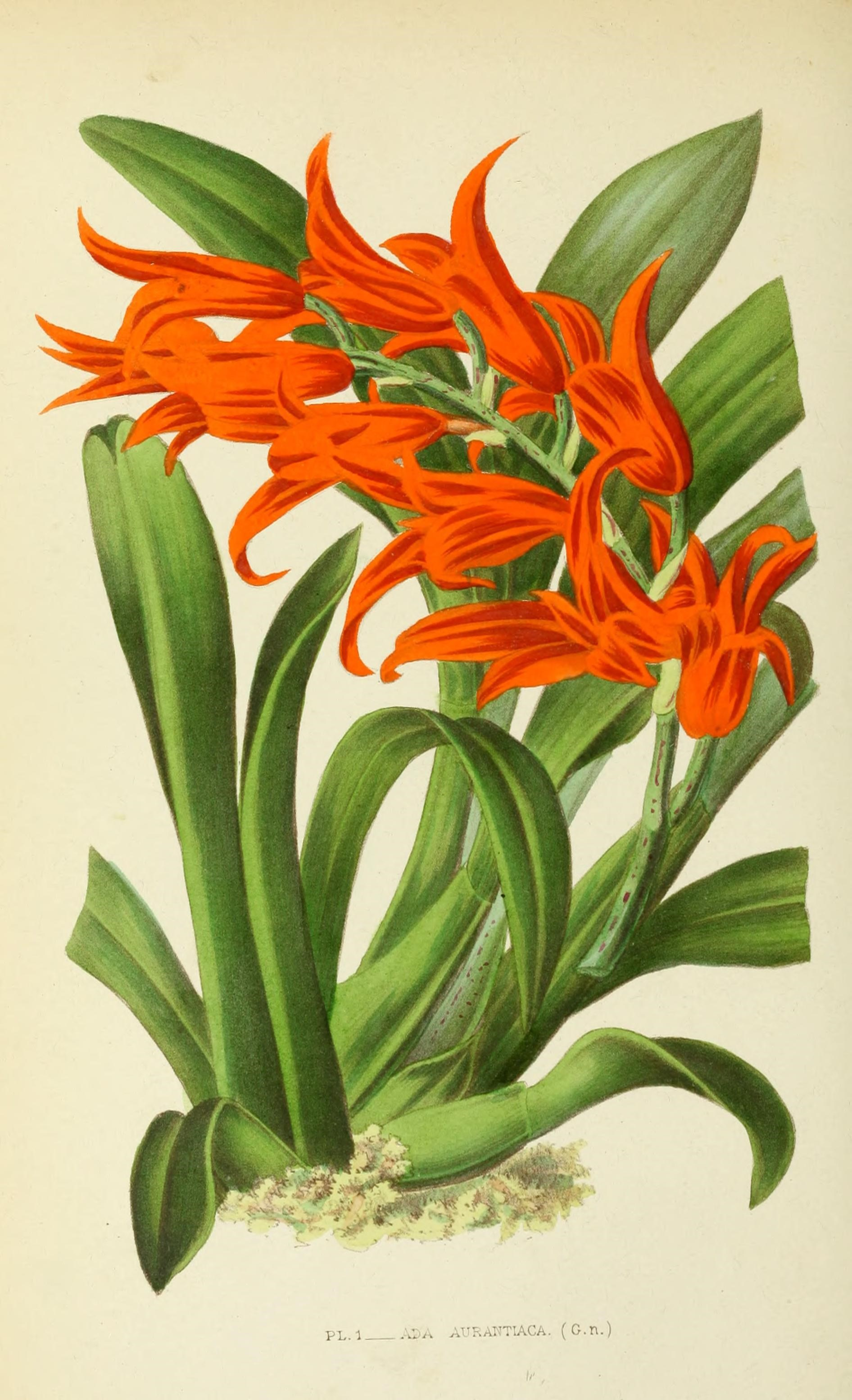